# Telašćica
Telašćica (udtales [telaʃt͡ʃit͡sa]) er en bugt på den sydøstlige del af øen Dugi Otok, i den  Kroatiske del af  Adriaterhavet. Den er udpeget til naturpark, og er fuld af dyreliv og havdyr.

## Geografi
Telašćica er en 10 km lang, 160–1.800 m bred, dyb fjord oversået med klipper, holme og bugter. Dugi Otoks klipper, lokalt kaldt "stene", rejser sig til 161 m over havets overflade og falder ned til en dybde på 90 m. Telašćica bugten, som faktisk består af tre mindre bugter, er en god, sikker havn for alle slags fartøjer. Den nordøstlige bred af bugten er helt bar, men den sydvestlige bred er dækket af tæt skov af fyrre-, oliven- og figentræer. Der er seks holme og klipper i bugten: Korotan, Galijola, Gozdenjak, Farfarikulac, Gornji Školj og Donji Školj. Mir-søen er en saltvandssø på en smal stribe land mellem Telašćica-bugten og det åbne hav. Søen er salt på grund af underjordiske forbindelser til havet.